# Untenwiddert
Untenwiddert ist eine aus einer Hofschaft hervorgegangene Ortslage in der bergischen Großstadt Solingen. 

## Lage und Beschreibung
Untenwiddert liegt im Süden des Stadtbezirks Burg/Höhscheid auf einem in das Untere Wuppertal abfallenden Höhenzug, wobei der Fluss Wupper die Stadtgrenze zu Leichlingen bildet. Der heute in der geschlossenen Bebauung des Stadtteils Widdert aufgegangene Ort liegt an der Widderter Straße sowie an mehreren Stichstraßen mit dem Namen Widdert, die von der Widderter Straße abzweigen. Dort sind noch viele historische Fachwerk- und Schieferhäuser erhalten, von denen zwei unter Denkmalschutz stehen. 
In Untenwiddert entspringt der Friedrichstaler Bach, der in einem kleinen Bachtal nach Süden verläuft und bei Friedrichstal in die Wupper mündet. Im Norden befindet sich das Gebäude Widdert der Grundschule Bünkenberg-Widdert sowie die Wendeschleife der Oberleitungsbuslinie 684 der Stadtwerke Solingen, die Widdert mit der Hasseldelle verbindet. Die unmittelbare Umgebung des Ortes ist bis heute von der Landwirtschaft geprägt.
Benachbarte Orte sind bzw. waren (von Nord nach West): Kulle, Heide, Obenwiddert, Rölscheid, Böckersberg, Oben- und Untenrüden, Friedrichstal, Friedrichshöhe, Caspersfeld, Eintracht und Johänntgesbruch.

## Etymologie
Bei dem Ortsnamen handelt es sich um einen Rodungsnamen, erkennbar an dem ursprünglichen Suffix -rode. 
Laut dem Heimatforscher Hans Brangs ist das Bestimmungswort wider von dem Wort witer abgeleitet, das Wald bedeutet. Zusammengesetzt kann der Ortsname also als Waldrodung gedeutet werden. Dem Mundartforscher Rudolf Picard zufolge war der Personenname Wido für die Namensgebung ursächlich. Bei dem Ortsnamen Widdert handelt es sich demnach um die Rodung des Wido.

## Geschichte
Widdert ist als Einzelhof seit dem 13. Jahrhundert nachweisbar und zählt damit zu den ältesten Höfen auf dem Gebiet der späteren Bürgermeisterei Höhscheid. Die urkundliche Ersterwähnung erfolgte als Widerode im Jahre 1218/31. Aus dem Einzelhof entwickelten sich über die Jahrhunderte die späteren Orte Oben- und Untenwiddert, die mit anderen Einzelsiedlungen und Hofschaften zum heutigen Stadtteil Widdert angewachsen sind.:2 Im Jahre 1344 wird der Ort als Wydenrode erwähnt. 
In der Karte Topographia Ducatus Montani, Blatt Amt Solingen, von Erich Philipp Ploennies aus dem Jahr 1715 ist das heutige Untenwiddert mit einer Hofstelle verzeichnet und als Wittert benannt. Der Ort wurde in den Registern der nach ihm benannten Honschaft Widdert innerhalb des Amtes Solingen geführt. Die Topographische Aufnahme der Rheinlande von 1824 verzeichnet den Ort als unten Widdert, die Preußische Uraufnahme von 1844 als Unt: Widdert. In der Topographischen Karte des Regierungsbezirks Düsseldorf von 1871 ist der Ort als Unt Widdert verzeichnet. Die Preußische Neuaufnahme von 1893 verzeichnet den Ort als Untenwiddert. 
Nach Gründung der Mairien und späteren Bürgermeistereien Anfang des 19. Jahrhunderts gehörte der Ort zur Bürgermeisterei Höhscheid, die 1856 zur Stadt erhoben wurde und lag dort in der nach ihm benannten Flur IV. Widdert.
Mit der Städtevereinigung zu Groß-Solingen im Jahre 1929 wurde Untenwiddert ein Ortsteil Solingens. Bereits im Stadtplan von 1929 sind beide Widderter Orte nur noch als Widdert benannt, die Unterteilung in Oben- und Untenwiddert war weggefallen. Nach dem Zweiten Weltkrieg verdichtete sich die Bebauung entlang der Börsenstraße und der Severinstraße, wodurch beide Orte zusammenwuchsen. Dabei dehnte sich die geschlossene Bebauung auch entlang der Widderter Straße sowie entlang der Severinstraße in Richtung Mühlenberg aus. Bereits ab den 1970er Jahren entstand auf diese Weise ein geschlossenes Widderter Ortsbild.

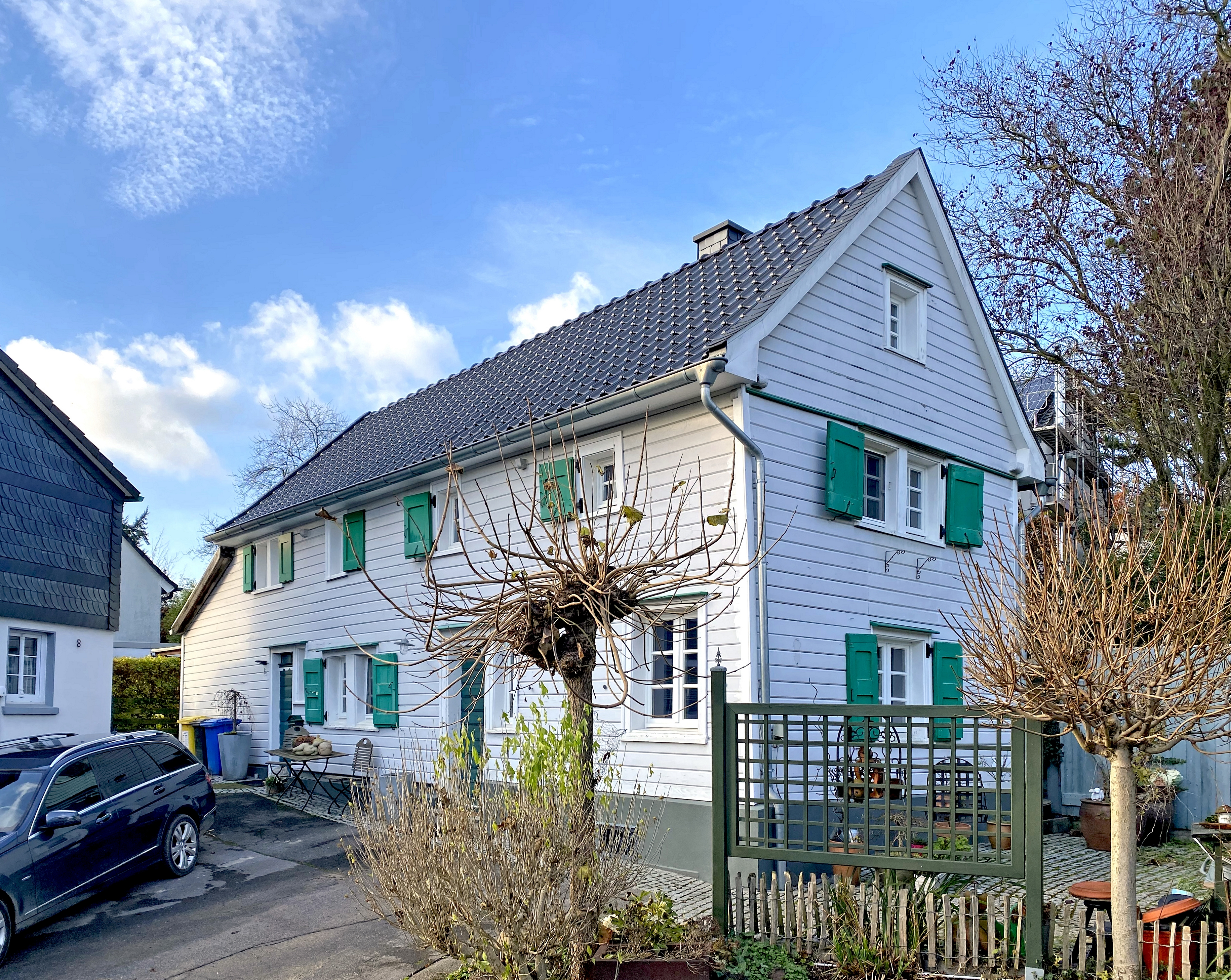
Widdert 6, 6a

Die Gebäude Widdert 6, 6a sowie Widderter Straße 45, die zur ehemaligen Hofschaft gehören, wurden 2000 bzw. 1990 in die Denkmalliste der Stadt Solingen eingetragen. Das früher in der Denkmalliste gelistete Gebäude Widdert 3a ist heute nicht mehr darin enthalten.